# Commesso
Il commesso è uno degli ausiliari dell'imprenditore, dotato di mansioni meritevoli di disciplina apposita nei codici civili di origine napoleonica. Negli Stati di tradizione giuridica continentale, poi, il termine designa anche una figura professionale interna al Parlamento.

## Etimologia
Il termine nasce dal verbo latino committere (incaricare).

## Diritto privato
Nell'ordinamento italiano, la disciplina che riguarda i commessi è delineata dagli articoli 2210-2212 del codice civile. I commessi rappresentano l'imprenditore commerciale per tutti quegli atti che comporta la specie delle operazioni di cui sono incaricati.
Una limitazione ai loro poteri è prevista dal secondo comma dell'articolo 2210: essi non possono pretendere il prezzo delle merci da essi non direttamente consegnate né applicare sconti e dilazioni che non sono d'uso, salvo che siano a ciò espressamente autorizzati.
Per gli affari da essi conclusi possono ricevere le dichiarazioni che riguardano l'esecuzione del contratto ed i reclami relativi alle inadempienze contrattuali. Al di fuori dei locali dell'impresa non possono esigere il prezzo se non autorizzato o se non presentano quietanza firmata dall'imprenditore.

## Diritto pubblico
I Regolamenti parlamentari (articolo 64 Reg. Cam., art. 71 Reg. Sen.) designano con il termine "commesso" il personale dipendente di ruolo a tempo indeterminato con mansioni esecutive.
Su istruzioni dei deputati questori o dei senatori questori, costoro hanno un ruolo esclusivo nella polizia delle sedute, stante il divieto di accesso della forza pubblica nell'aula e negli altri locali dotati di immunità di sede. Ciò rende il loro ruolo assai diverso dagli errand boys dei parlamenti anglosassoni ed assai più simili al personale ivi alle dipendenze del Sergeant at arms o al Yeoman Usher of the Black Rod.